# 門脇俊介
門脇 俊介（かどわき しゅんすけ、1954年 - 2010年2月27日）は、日本の哲学者、東京大学大学院総合文化研究科教授。

## 来歴・人物
北海道札幌市生まれ。東京大学文学部哲学科卒業。同大学院博士課程修了。山形大学助教授を経て、東京大学教養学部助教授、のち教授。フッサール、ハイデッガーなどを専攻。妻は、英文学者であり和洋女子大学教授の門脇由紀子（青木由紀子）。
2010年（平成22年）2月27日、神経膠芽腫で死去した。満55歳没。

## 著作

### 単著
- 『破壊と構築――ハイデガー哲学の二つの位相』東京大学出版会、2010年
- 『『存在と時間』の哲学』産業図書、2008年
- 『現代哲学の戦略――反自然主義のもう一つ別の可能性』岩波書店、2007年
- 『フッサール――心は世界にどうつながっているのか』日本放送出版協会、2004年
- 『理由の空間の現象学――表象的志向性批判』創文社、2002年
- 『現代哲学』産業図書、1996年

### 共編著
- 野家啓一、門脇俊介編『現代哲学キーワード』有斐閣、2016年
- 門脇俊介、信原幸弘編『ハイデガーと認知科学』産業図書、2002年
- 山本巍、今井知正、宮本久雄、藤本隆志、門脇俊介、野矢茂樹、高橋哲哉著『哲学――原典資料集』東京大学出版会、1993年

### 翻訳
- アルヴァ・ノエ著、門脇俊介、石原孝二監訳『知覚のなかの行為』春秋社、2010年
- ピーター・ストローソンほか著、門脇俊介、野矢茂樹編・監修『自由と行為の哲学』春秋社、2010年
- マルティン・ハイデガー著、門脇俊介、コンラート・バルドゥリアン訳『アリストテレスの現象学的解釈・現象学的研究入門』創文社、2009年
- ヒューバート・ドレイファス著、門脇俊介監訳、榊原哲也、貫成人、森一郎、轟孝夫訳『世界内存在――『存在と時間』における日常性の解釈学』産業図書、2000年
- マイケル・ブラットマン著、門脇俊介、高橋久一郎訳『意図と行為――合理性、計画、実践的推論』産業図書、1994年

### 記念論集
- 小林康夫、原塑、古田徹也、吉田恵吾、飯嶋裕治、文景楠、西山達也、村上靖彦、三ツ野陽介、池田喬著『共生の現代哲学――門脇俊介記念論集』東京大学グローバルCOE「共生のための国際哲学教育研究センター」、2011年